# Daniel Vörckel
Johann Daniel Vörckel (* 22. Juni 1792 in Sand-Gemeinde, Eilenburg; † 12. April 1887 in Leipzig) war ein deutscher evangelischer Theologe und Dichter.

## Leben
Vörckel war ein Sohn des Fleischermeisters und Garkochs Johann Gottlob Vörckel und von Maria Elisabeth geb. Röber. Nach dem Besuch des Gymnasiums Grimma studierte Vörckel an der Universität Leipzig Theologie. Nach dem Abschluss trat er 1820 die Stelle eines Substituten des Archidiakons in Eilenburg an. 1824 übernahm er das Archidiakonat und bekleidete es bis 1868. Daneben war Vörckel bis zu seinem Eintritt in den Ruhestand zweimal Superintendent-Vikar. Letztlich nahm er in Leipzig seinen Ruhesitz.
Die Bedeutung von Vörckel liegt in seinem Schaffen als Dichter. So trug er mit seinem Werk Ehrengedächtniss evangelischer Glaubenshelden und Sänger ... 1830 wesentlich zur Bereicherung der Feier des „Augustana-Gedächtnisses“ in der preußischen Provinz Sachsen bei. Sein dichterisches Werk war es auch vorrangig, weshalb ihm das Ritterkreuz des Roten Adlerordens verliehen wurde.

## Werke
- Ehrengedächtniss evangelischer Glaubenshelden und Sänger ...  (Kranz hist. Dichtungen u. geistl. Lieder, Leipzig 1830).
- Die Zerstörung Magdeburgs durch Tilly (Heinrichshofen 1833).
- Ehrengedächtniß Gustav Adolph’s des Großen ... (hist. Dichtung, Leipzig 1839).
- Martin Rinkart, ein evangelisches Lebensbild (Eilenburg 1857).
- Der biblische Psalter in kirchlichen Gesangweisen (Eilenburg 1868).
- Die Diener des göttlichen Wortes (Eilenburg 1868).